# Un été brûlant
Un été brûlant è un film del 2011 diretto da Philippe Garrel.